# Mount Vernon, Oregon
Mount Vernon är en ort i Grant County i delstaten Oregon, USA.